# Philip M. Breedlove
Philip Mark Breedlove, född 21 september 1955 i Atlanta i Georgia, är en pensionerad fyrstjärnig general i USA:s flygvapen.
Breedlove tjänstgjorde under tiden 13 mars 2014 till 4 maj 2016 som Supreme Allied Commander Europe (SACEUR) för NATO samt som befälhavare för United States European Command (EUCOM).

## Befordringar
| Gradbeteckning | Grad            | Datum            |
| -------------- | --------------- | ---------------- |
|                | General         | 14 januari 2011  |
|                | Generallöjtnant | 21 juli 2008     |
|                | Generalmajor    | 23 juni 2006     |
|                | Brigadgeneral   | 1 oktober 2003   |
|                | Överste         | 1 januari 1998   |
|                | Överstelöjtnant | 1 juni 1993      |
|                | Major           | 1 november 1988  |
|                | Kapten          | 10 december 1981 |
|                | Löjtnant        | 10 december 1979 |
|                | Fänrik          | 1 juni 1977      |